# 천년환생
"천년환생"은 1998년에 개봉한 대한민국의 영화이며 당초 1996년 개봉 예정이었으나 이런저런 사정 탓인지 1998년이 되어서야 개봉될 수 있었고 방대한 스케일의 영화에 익숙해져 있는 관객들의 수준을 감당하지 못하여 흥행에 실패했으며 그나마 남기남 감독이 1998년 해당 작품(천년환생) 포함하여 연출한 영화는 해당 작품(천년환생)이 유일했고  남기남 감독은 해당 작품 이후 한동안 영화 연출 활동을 잠정 중단했으며 우여곡절 끝에 <너 없는 나>로 영화 연출 활동을 재개했지만  개봉이 되지 못하기도 했다.

## 캐스팅
- 김청
- 윤철형
- 김연주
- 이무정
- 진봉진
- 김기주
- 박동룡
- 나갑성
- 이석구
- 정세혁
- 이명희
- 조학자
- 강유일
- 박용호
- 홍충길
- 안진수
- 박양근
- 정봉연
- 오세영
- 송훈
- 김계태
- 김명순